# Orljane
Orljane (cyr. Орљане) – wieś w Serbii, w okręgu niszawskim, w gminie Doljevac. W 2011 roku liczyła 1479 mieszkańców.